# Gigi D’Alessio

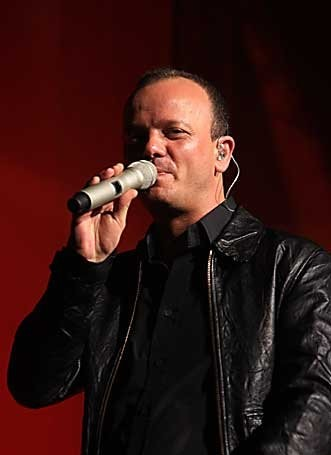
D’Alessio (2008)

Gigi D’Alessio (* 24. Februar 1967 in Neapel als Luigi D’Alessio) ist ein italienischer Cantautore und Sänger. Er ist der bekannteste Vertreter der neapolitanischen musica neomelodica.

## Biografie
Seine ersten Erfahrungen mit der Musik machte D’Alessio mit dem Akkordeon, das ihm sein Vater im Alter von vier Jahren geschenkt hatte. Mit zwölf Jahren schrieb er sich am Konservatorium ein. Nachdem er einige Texte für mehrere neapolitanische Sänger geschrieben hatte, trat er selbst als Pianist von Mario Merola in Erscheinung, mit dem zusammen er das Lied Cient’anne – Titellied des gleichnamigen Films – schrieb und interpretierte. 1992 brachte er sein Debütalbum Lasciatemi cantare heraus. Mit Liedern wie Fotomodelle un po’ povere, Annaré, Anna se sposa gelangen ihm in den nächsten Jahren erste italienweite Erfolge. Damit wurde er zum ersten Vertreter der musica neomelodica, der sich auf der nationalen Bühne behaupten konnte.

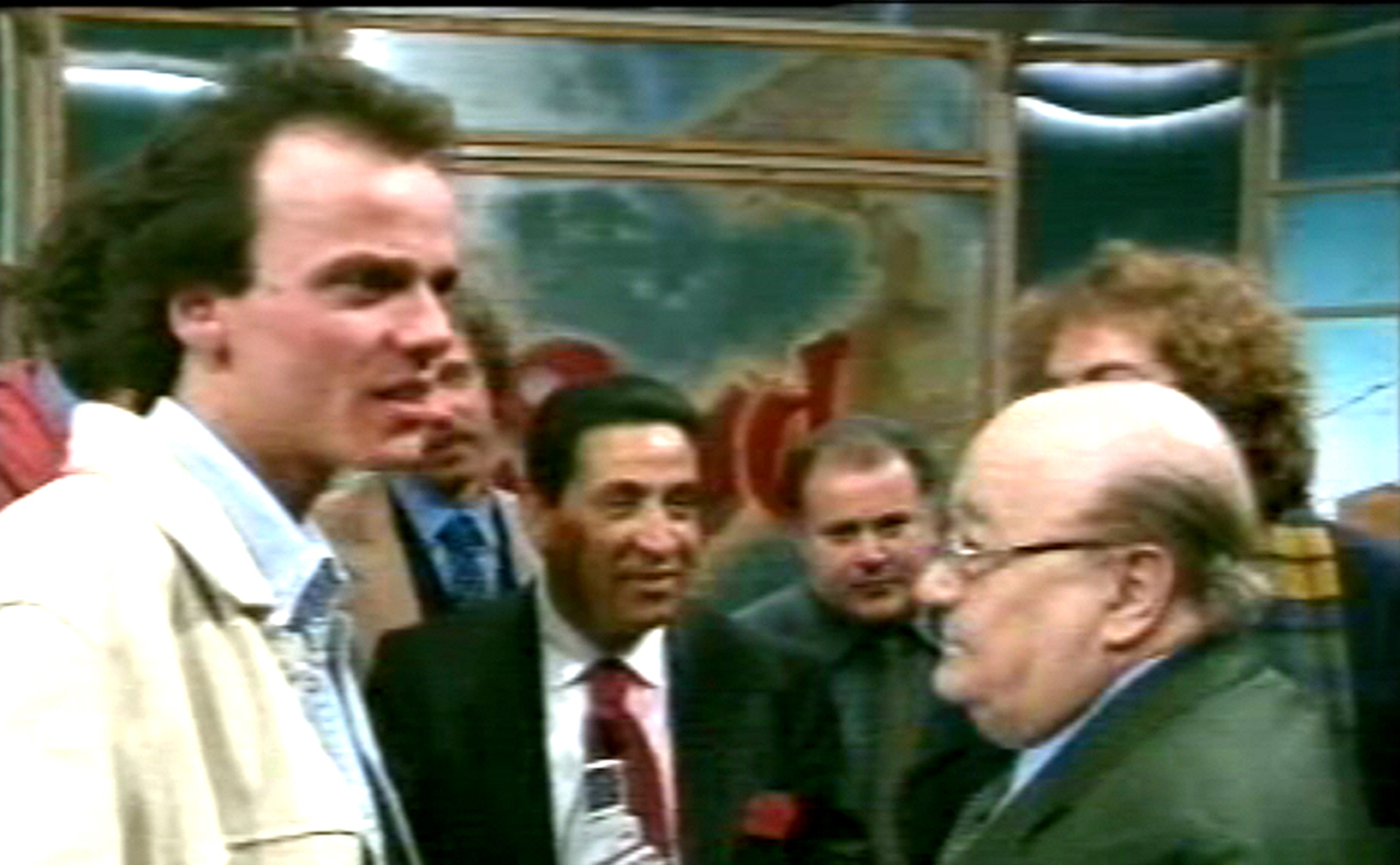
Gigi D’Alessio mit Mario Trevi und Aurelio Fierro (1998)

Im Jahr 2000 nahm der Musiker erstmals am Sanremo-Festival teil. Mit dem Lied Non dirgli mai belegte er am Ende jedoch nur den zehnten Platz. Das in der Folge veröffentlichte Album Quando la mia vita cambierà erreichte erstmals die Top fünf der Charts. Außerdem folgte eine Tournee, die D’Alessio auch ins Ausland führte. Schon im nächsten Jahr nahm er erneut am Sanremo-Festival teil, wobei sein Lied Tu che ne sai nicht über den achten Platz hinauskam. Das folgende Album Il cammino dell’età konnte jedoch die Chartspitze erreichen.
Den Nummer-eins-Erfolg konnte er schon 2002 mit dem nächsten Album Uno come te wiederholen. Das Album hatte er mit der Hilfe internationaler Musiker wie Pino Palladino oder Vinnie Colaiuta produziert. Die Single Un nuovo bacio, ein Duett mit der damals fünfzehnjährigen Anna Tatangelo, die gerade in der Newcomer-Kategorie des Sanremo-Festivals gewonnen hatte, brachte D’Alessio erstmals in die Top 10 der Singlecharts. 2003 veröffentlichte er sein erstes Best-of-Album Buona vita. Nach dem nächsten Album Quanti amori nahm er 2005 erneut am Sanremo-Festival teil, wobei er mit L’amore che non c’è den zweiten Platz in der Kategorie Männer belegte; das Lied fand Eingang in eine Sonderedition des Albums. Ende des Jahres folgte das Livealbum Buonincoro.
2006 wurde bekannt, dass D’Alessio in einer Beziehung mit der zwanzig Jahre jüngeren Anna Tatangelo war, woraufhin er die Trennung von seiner Frau Carmela – mit der er drei Kinder hatte – bekanntgab (die Scheidung erfolgte erst 2014). Außerdem erschien sein Album Made in Italy, das wieder auf Platz eins der Charts gelangte. Die Single Primo appuntamento wurde sein erster Nummer-eins-Hit, außerdem gelang der Single Un cuore malato dank der Zusammenarbeit mit Lara Fabian ein Erfolg im französischsprachigen Raum. Nach der Kompilation Mi faccio in quattro (2007) veröffentlichte D’Alessio 2008 das nächste Album Questo sono io. Nach der EP 6 come sei im Folgejahr trat der Sänger 2010 in einer eigenen Musikshow namens Gigi, questo sono io auf RAIUno in Erscheinung. Im selben Jahr brachte er die zweite EP Semplicemente sei heraus, die ihn erneut an die Chartspitze beförderte. Darauf enthalten war auch ein Lied anlässlich der Geburt seines ersten Sohnes von Anna Tatangelo, Andrea.
Zum vierten Mal nahm D’Alessio 2012 am Sanremo-Festival teil: Im Duett mit Loredana Bertè präsentierte er das Lied Respirare, das im Finale Platz vier erreichte. Im Anschluss erschien sein Album Chiaro. Es folgten Ora (2013) und Malaterra (2015). Das Sanremo-Festival 2017 stellte die fünfte Wettbewerbsteilnahme des Musikers dar. Dort präsentierte er das Lied La prima stella, das auf dem Album 24 febbraio 1967 enthalten war. 2019 war er als Coach bei der Castingshow The Voice of Italy tätig und begleitete die Teilnehmerin Carmen Pierri zum Sieg. Mit der Single Quanto amore si dà in Zusammenarbeit mit dem Rapper Guè Pequeno kündigte er im selben Jahr sein neues Album Noi due an. Ende des Jahres moderierte er mit Vanessa Incontrada die Show 20 anni che siamo italiani auf Rai 1.
Beim Sanremo-Festival 2020 trat D’Alessio als Gast auf, im September 2020 veröffentlichte er sein nächstes Album Buongiorno, auf dem er zusammen mit zahlreichen neapolitanischen Rappern (darunter Clementino, Geolier und Rocco Hunt) einige seiner großen Hits neu präsentierte. Das Album erreichte die Spitze der italienischen Charts und wurde 2021 in einer erweiterten Version neu aufgelegt. Ab 2020 war der Sänger Coach bei der Castingshow The Voice Senior.
Sein Sohn Luca D’Alessio (* 2003) ist ebenfalls Sänger.

## Diskografie

### Studioalben
- 1992: Lasciatemi cantare
- 1993: Scivolando verso l’alto
- 1994: Dove mi porta il cuore
- 1995: Passo dopo passo
- 1996: Fuori dalla mischia
- 1998: È stato un piacere

| Jahr | Titel Musiklabel                | Höchstplatzierung, Gesamtwochen, AuszeichnungChartplatzierungen (Jahr, Titel, Musiklabel, Platzierungen, Wochen, Auszeichnungen, Anmerkungen) | Höchstplatzierung, Gesamtwochen, AuszeichnungChartplatzierungen (Jahr, Titel, Musiklabel, Platzierungen, Wochen, Auszeichnungen, Anmerkungen) | Anmerkungen                             |
| Jahr | Titel Musiklabel                | IT | CH | Anmerkungen                             |
| ---- | ------------------------------- | --- | --- | --------------------------------------- |
| 1999 | Portami con te RCA              | IT33 (9 Wo.)IT | — | Erstveröffentlichung: 10. Mai 1999      |
| 2000 | Quando la mia vita cambierà RCA | IT4 (73 Wo.)IT | CH58 (23 Wo.)CH | Erstveröffentlichung: 16. Februar 2000  |
| 2001 | Il cammino dell’età RCA         | IT1 (63 Wo.)IT | CH15 (17 Wo.)CH | Erstveröffentlichung: 21. Februar 2001  |
| 2002 | Uno come te RCA                 | IT1 (56 Wo.)IT | CH25 (12 Wo.)CH | Erstveröffentlichung: 4. September 2002 |
| 2004 | Quanti amori RCA                | IT3 (55 Wo.)IT | CH28 (11 Wo.)CH | Erstveröffentlichung: 24. Oktober 2004  |
| 2006 | Made in Italy Sony BMG Ricordi  | IT1 (51 Wo.)IT | CH22 (5 Wo.)CH | Erstveröffentlichung: 27. Oktober 2006  |
| 2008 | Questo sono io Sony BMG Ricordi | IT1 Gold · (35 Wo.)IT | CH20 (4 Wo.)CH | Erstveröffentlichung: 24. Oktober 2008  |
| 2012 | Chiaro Sony                     | IT4 Gold · (27 Wo.)IT | CH70 (1 Wo.)CH | Erstveröffentlichung: 15. Februar 2012  |
| 2013 | Ora Sony                        | IT2 Platin · (41 Wo.)IT | — | Erstveröffentlichung: 19. November 2013 |
| 2015 | Malaterra Sony                  | IT3 Gold · (18 Wo.)IT | CH45 (2 Wo.)CH | Erstveröffentlichung: 16. Oktober 2015  |
| 2017 | 24 febbraio 1967 Sony           | IT3 Gold · (25 Wo.)IT | CH47 (1 Wo.)CH | Erstveröffentlichung: 24. Februar 2017  |
| 2019 | Noi due Sony                    | IT3 (9 Wo.)IT | — | Erstveröffentlichung: 18. Oktober 2019  |
| 2024 | Fra Columbia Records            | IT5 Gold · (18 Wo.)IT | — | Erstveröffentlichung: 24. Mai 2024      |

### Gemeinschaftsalben
| Jahr | Titel                                  | Höchstplatzierung, Gesamtwochen, AuszeichnungChartplatzierungen (Jahr, Titel, Platzierungen, Wochen, Auszeichnungen, Anmerkungen) | Höchstplatzierung, Gesamtwochen, AuszeichnungChartplatzierungen (Jahr, Titel, Platzierungen, Wochen, Auszeichnungen, Anmerkungen) | Anmerkungen                             |
| Jahr | Titel                                  | IT | CH | Anmerkungen                             |
| ---- | -------------------------------------- | --- | --- | --------------------------------------- |
| 2020 | Buongiorno Sony                        | IT1 Platin · (11 Wo.)IT | CH74 (1 Wo.)CH | Erstveröffentlichung: 4. September 2020 |
| 2021 | Buongiorno (Special Edition 2021) Sony | IT10 (3 Wo.)IT | — | Erstveröffentlichung: 18. Juni 2023     |

### Livealben
| Jahr | Titel                       | Höchstplatzierung, Gesamtwochen, AuszeichnungChartsChartplatzierungen (Jahr, Titel, Platzierungen, Wochen, Auszeichnungen, Anmerkungen) | Anmerkungen                             |
| Jahr | Titel                       | IT | Anmerkungen                             |
| ---- | --------------------------- | --- | --------------------------------------- |
| 2005 | Cuorincoro Sony BMG Ricordi | IT14 (24 Wo.)IT | Erstveröffentlichung: 11. November 2005 |

Weitere Livealben
- 1998: Tutto in un concerto
- 2011: Tu vuò fa l’americano
- 2012: Primera fila (spanischsprachig)
- 2014: Ora dal vivo

### Kompilationen
| Jahr | Titel                                 | Höchstplatzierung, Gesamtwochen, AuszeichnungChartplatzierungen (Jahr, Titel, Platzierungen, Wochen, Auszeichnungen, Anmerkungen) | Höchstplatzierung, Gesamtwochen, AuszeichnungChartplatzierungen (Jahr, Titel, Platzierungen, Wochen, Auszeichnungen, Anmerkungen) | Anmerkungen                             |
| Jahr | Titel                                 | IT | CH | Anmerkungen                             |
| ---- | ------------------------------------- | --- | --- | --------------------------------------- |
| 2003 | Buona vita RCA                        | IT3 (53 Wo.)IT | CH49 (4 Wo.)CH | Erstveröffentlichung: 31. Oktober 2003  |
| 2007 | Mi faccio in quattro Sony BMG Ricordi | IT1 Gold · (28 Wo.)IT | — | Erstveröffentlichung: 19. Oktober 2007  |
| 2010 | I grandi album Sony                   | IT66 (1 Wo.)IT | — | Erstveröffentlichung: 30. November 2010 |

Weitere Kompilationen
- 2010: 3 x te

### EPs
| Jahr | Titel                       | Höchstplatzierung, Gesamtwochen, AuszeichnungChartplatzierungen (Jahr, Titel, Platzierungen, Wochen, Auszeichnungen, Anmerkungen) | Höchstplatzierung, Gesamtwochen, AuszeichnungChartplatzierungen (Jahr, Titel, Platzierungen, Wochen, Auszeichnungen, Anmerkungen) | Anmerkungen                                                                           |
| Jahr | Titel                       | IT | CH | Anmerkungen                                                                           |
| ---- | --------------------------- | --- | --- | ------------------------------------------------------------------------------------- |
| 2009 | 6 come sei Sony BMG Ricordi | IT2 Platin · (29 Wo.)IT | CH39 (4 Wo.)CH | Erstveröffentlichung: 18. September 2009 in der Schweiz in den Singlecharts platziert |
| 2010 | Semplicemente sei Sony      | IT1 Platin · (29 Wo.)IT | — | Erstveröffentlichung: 8. Juni 2010                                                    |

### Singles (Auswahl)
| Jahr | Titel Album                                                  | Höchstplatzierung, Gesamtwochen, AuszeichnungChartplatzierungen (Jahr, Titel, Album, Platzierungen, Wochen, Auszeichnungen, Anmerkungen) | Höchstplatzierung, Gesamtwochen, AuszeichnungChartplatzierungen (Jahr, Titel, Album, Platzierungen, Wochen, Auszeichnungen, Anmerkungen) | Anmerkungen |
| Jahr | Titel Album                                                  | IT | CH | Anmerkungen |
| --- | ------------------------------------------------------------ | --- | --- | --- |
| 2000 | Como suena el corazon (Remix) Quando la mia vita cambierà    | IT46 (1 Wo.)IT | — | Erstveröffentlichung: 2000 |
| 2000 | Medley latino Quando la mia vita cambierà (Edition Speziale) | IT50 (1 Wo.)IT | — | Erstveröffentlichung: 2000 |
| 2002 | Un nuovo bacio Uno come te                                   | IT8 Platin (2024) · (10 Wo.)IT | — | Erstveröffentlichung: 15. Mai 2002 feat. Anna Tatangelo |
| 2004 | Piccolo amico Noi siamo amore, noi siamo Unicef              | IT10 (10 Wo.)IT | — | Erstveröffentlichung: 2004 feat. Le matite colorate |
| 2005 | L’amore che non c’è Quanti amori                             | IT2 (17 Wo.)IT | CH75 (7 Wo.)CH | Erstveröffentlichung: 18. März 2005 |
| 2006 | Primo appuntamento Made in Italy                             | IT1 (20 Wo.)IT | — | Erstveröffentlichung: 6. Oktober 2006 |
| 2007 | Un cuore malato Made in Italy                                | — | — | Erstveröffentlichung: 28. Mai 2007 feat. Lara Fabian; Platz 16 in den französischen und Platz sechs in den wallonischen Charts                                 |
| 2008 | Superamore Questo sono io                                    | IT12 (6 Wo.)IT | — | Erstveröffentlichung: 3. Oktober 2008 |
| 2009 | Non riattacare 6 come sei                                    | IT35 (4 Wo.)IT | — | Erstveröffentlichung: 28. August 2009 |
| 2010 | Vita Semplicemente sei                                       | IT33 (5 Wo.)IT | — | Erstveröffentlichung: 21. Mai 2010 |
| 2012 | Respirare Chiaro                                             | IT11 (7 Wo.)IT | — | Erstveröffentlichung: 15. Februar 2012 feat. Loredana Bertè |
| 2017 | La prima stella 24 febbraio 1967                             | IT79 (1 Wo.)IT | — | Erstveröffentlichung: 9. Februar 2017 |
| 2019 | Quanto amore si dà Noi due                                   | IT59 (1 Wo.)IT | — | Erstveröffentlichung: 3. Mai 2019 feat. Guè Pequeno |
| 2020 | Buongiorno Bunogiorno                                        | IT44 Platin · (4 Wo.)IT | — | Erstveröffentlichung: 11. September 2020 feat. Vale Lambo, MV Killa, LDA, Coco, Franco Ricciardi, Lele Blade, Enzo D.O.N.G., Clementino, Geolier & Samurai Jay |
| Folgende Lieder erschienen nicht als Single, wurden aber durch das Album zum Download und Streaming bereitgestellt und konnten somit eine Platzierung erlangen: |                                                              | | | |
| |                                                              | | | |
| 2010 | Libero Semplicemente sei                                     | IT64 (3 Wo.)IT | — | |
| 2020 | Comme si femmena Bunogiorno                                  | IT59 (1 Wo.)IT | — | feat. Geolier |
| 2020 | Comme si fragile Bunogiorno                                  | IT70 (1 Wo.)IT | — | feat. Geolier |
| 2024 | Senza Tuccà Fra                                              | IT67 Gold · (5 Wo.)IT | — | feat. Geolier |
| 2024 | Io vorrei 2024 Fra                                           | IT78 (4 Wo.)IT | — | feat. Elodie & Ernia |

Weitere Singles
- 1995: Annarè (feat. J-Ax, IT: Gold (2023) )
- 1999: Una magica storia d’amore (IT: Gold (2024) )
- 2000: Non dirgli mai (IT: Platin (2024) )
- 2001: Tu che ne sai
- 2001: Mon amour (IT: Gold (2023) )
- 2002: Io vorrei (IT: Gold (2024) )
- 2004: Napule (IT: Gold (2023) )
- 2006: Brividi d’amore
- 2009: Mezzanotte e un minuto
- 2012: Chiaro
- 2012: Sono solo fatti miei
- 2012: Io sarò per te (Reaching in to You)
- 2013: Ora
- 2013: Notti di lune storte
- 2014: Cosa te ne fai di un altro uomo
- 2014: Occhi nuovi
- 2014: Vivi
- 2014: Una lunga sera
- 2015: Malaterra
- 2015: ’O Sarracino
- 2015: Guaglione
- 2015: ’A città ’e Pulecenella
- 2016: Torna a Surriento
- 2016: ’O core e na femmena
- 2016: Io mammeta e tu
- 2017: T’innamori e poi
- 2017: Benvenuto amore
- 2017: Emozione senza fine
- 2019: Domani vedrai
- 2019: L’ammore
- 2019: Come me
- 2020: Non solo parole
- 2020: Como suena el corazon
- 2021: Guagliune
- 2021: Assaje

## Bibliografie
- Gigi D’Alessio: Non c’è vita da buttare. Arnoldo Mondadori Editore, Mailand 2004, ISBN 88-04-50282-7.
- Gigi D’Alessio: Come in un film. Aliberti editore, Reggio Emilia 2007, ISBN 978-88-7424-211-5.
- Gigi D’Alessio: Questo sono io. Arnoldo Mondadori Editore, Mailand 2009, ISBN 88-04-59125-0.

## Belege
1. ↑  Cient’anne bei IMDb
2. 1 2 3 4 5  Gigi D’Alessio: Biografia. In: Rockol.it. 25. August 2015, abgerufen am 23. November 2015 (italienisch).
3. ↑  John McDonnell: Scene and heard: Neomelodic music. In: TheGuardian.com. 14. April 2009, abgerufen am 3. Februar 2021 (englisch).
4. ↑  Antonio Mustara: Festival di Sanremo 2000. In: Sorrisi.com. Arnoldo Mondadori Editore, 23. Januar 2015, abgerufen am 23. November 2015 (italienisch).
5. ↑  Classifica del Festival di Sanremo 2000. In: Festivaldisanremo.com. Eddy Anselmi, abgerufen am 23. November 2015 (italienisch).
6. ↑  Mario Luzzatto Fegiz: Sanremo, Elisa trionfa nel festival delle donne. In: Corriere.it. RCS MediaGroup, abgerufen am 23. November 2015 (italienisch).
7. ↑  Sanremo 2005. In: Festivaldisanremo.com. Eddy Anselmi, abgerufen am 23. November 2015 (italienisch).
8. ↑  Daniela Bellu: Gigi D’Alessio e Carmela Barbato hanno divorziato: a lei la casa coniugale, 15 mila euro al mese e le vacanze pagate. In: Gossipblog.it. Blogo.it, 24. Juni 2014, archiviert vom Original (nicht mehr online verfügbar) am 23. November 2015; abgerufen am 23. November 2015 (italienisch).
9. ↑  Paolo Giordano: Boom Gigi D’Alessio: duetti dautore con Baglioni e Cammariere. In: IlGiornale.it. Società Europea di Edizioni, 6. März 2010, abgerufen am 23. November 2015 (italienisch).
10. ↑  Elena Masuelli: Festival di Sanremo 2017, big e giovani: ecco tutti i cantanti in gara. In: LaStampa.it. 12. Dezember 2016, abgerufen am 13. Dezember 2016 (italienisch).
11. 1 2 3 4 5  Chartquellen (Alben):
  - Guido Racca & Chartitalia: Top 100 FIMI Album. Lulu, 2013, S. 94 (IT 1995–2012).
  - Alben von Gigi D’Alessio. In: Italiancharts.com. Hung Medien, abgerufen am 21. März 2017 (IT seit 2000).
  - Alben von Gigi D’Alessio. In: Hitparade.ch. Hung Medien, abgerufen am 21. März 2017 (CH).
12. 1 2 3 4 5 6  Auszeichnungen für Musikverkäufe: IT
13. ↑  Chartquellen (Singles):
  - Guido Racca & Chartitalia: Top 100 FIMI Singoli. Lulu, 2013, S. 83 (IT 1997–2012).
  - Singles von Gigi D’Alessio. In: Hitparade.ch. Hung Medien, abgerufen am 22. November 2015 (CH).
  - Archivio classifiche Top Digital. FIMI, abgerufen am 30. April 2025 (italienisch).
14. ↑  Gigi D’Alessio & Lara Fabian – Un cuore malato. In: Ultratop.be. Ultratop & Hung Medien, abgerufen am 23. November 2015 (französisch).

| Personendaten    | Personendaten                      |
| ---------------- | ---------------------------------- |
| NAME             | D’Alessio, Gigi                    |
| ALTERNATIVNAMEN  | D’Alessio, Luigi (wirklicher Name) |
| KURZBESCHREIBUNG | italienischer Sänger               |
| GEBURTSDATUM     | 24. Februar 1967                   |
| GEBURTSORT       | Neapel                             |